# Goupil G3

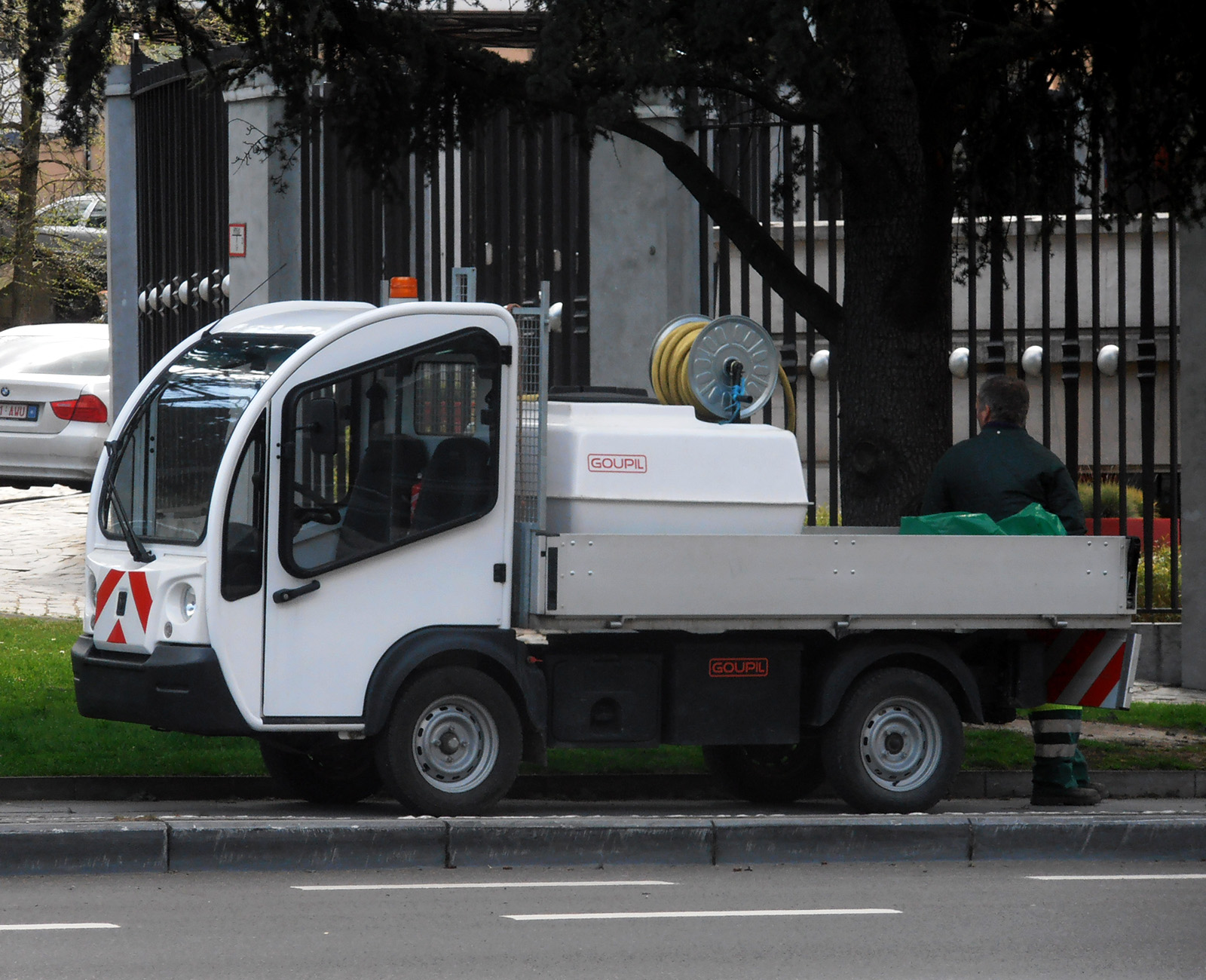
Een Goupil G3 van Stad Brussel

De Goupil G3 is een compact elektrisch aangedreven nutsvoertuig, gebouwd door Goupil Industrie in Bourran (Frankrijk). De G3 werd gelanceerd in 2001. Het voertuig heeft een cabine met twee zitplaatsen en is leverbaar in verschillende uitvoeringen. Het is 1,1 m breed. Het is vooral bedoeld om in de stad te worden gebruikt als bestelwagen, door pakjesdiensten, voor het ophalen van afval, enzovoort, of op bedrijfsterreinen, bouwwerven, recreatiedomeinen en dergelijke. De topsnelheid bedraagt 43 km/u.
Goupil Industrie heeft in 2012 de nieuwe grotere G5 uitgebracht die ook leverbaar is in een hybride versie met een topsnelheid van 80 km/u op de brandstof aandrijving.
De productie van de G3 stopte eind 2016 en hij werd vervangen door de geheel nieuwe Goupil G4 die nu ook met lithium batterijen leverbaar is.

## Gegevens van de Goupil G3[1]
- leeggewicht: 925 kg
- maximumgewicht incl. passagiers: 1710 kg
- maximumsnelheid: 43 km/u
- breedte: 1,1 m
- lengte: 3,22 m (standaardversie) of 3,72 m (verlengde versie)
- hoogte van de stuurcabine: 2 m
- wielbasis: 1,41 (standaard) of 1,91 m (verlengd)
- draaicirkelstraal: 3 (standaard) of 4 m (verlengd)
- motor: gelijkstroom, 5,4 kW bij 2940 tpm
- accucapaciteit: van 180 Ah tot 400 Ah
- oplaadduur: 8 tot 10 u

De batterijen zijn open loodcellen (8 cellen van 6 volt of 24 cellen van 2 volt). Het gewicht van de batterijen gaat van 256 kg tot 492 kg.

## Fotogalerij

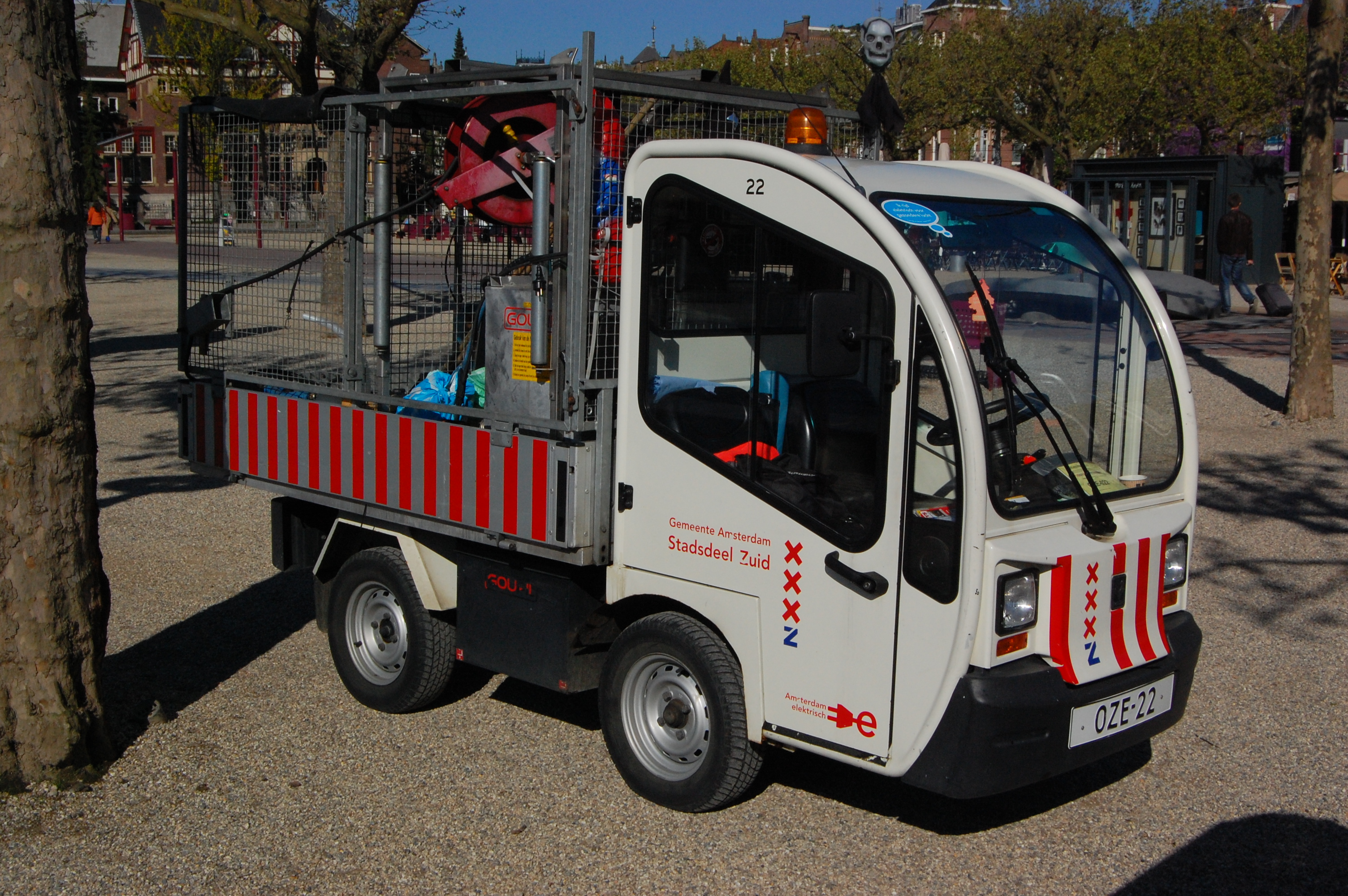
Goupil straatveegwagen in Amsterdam
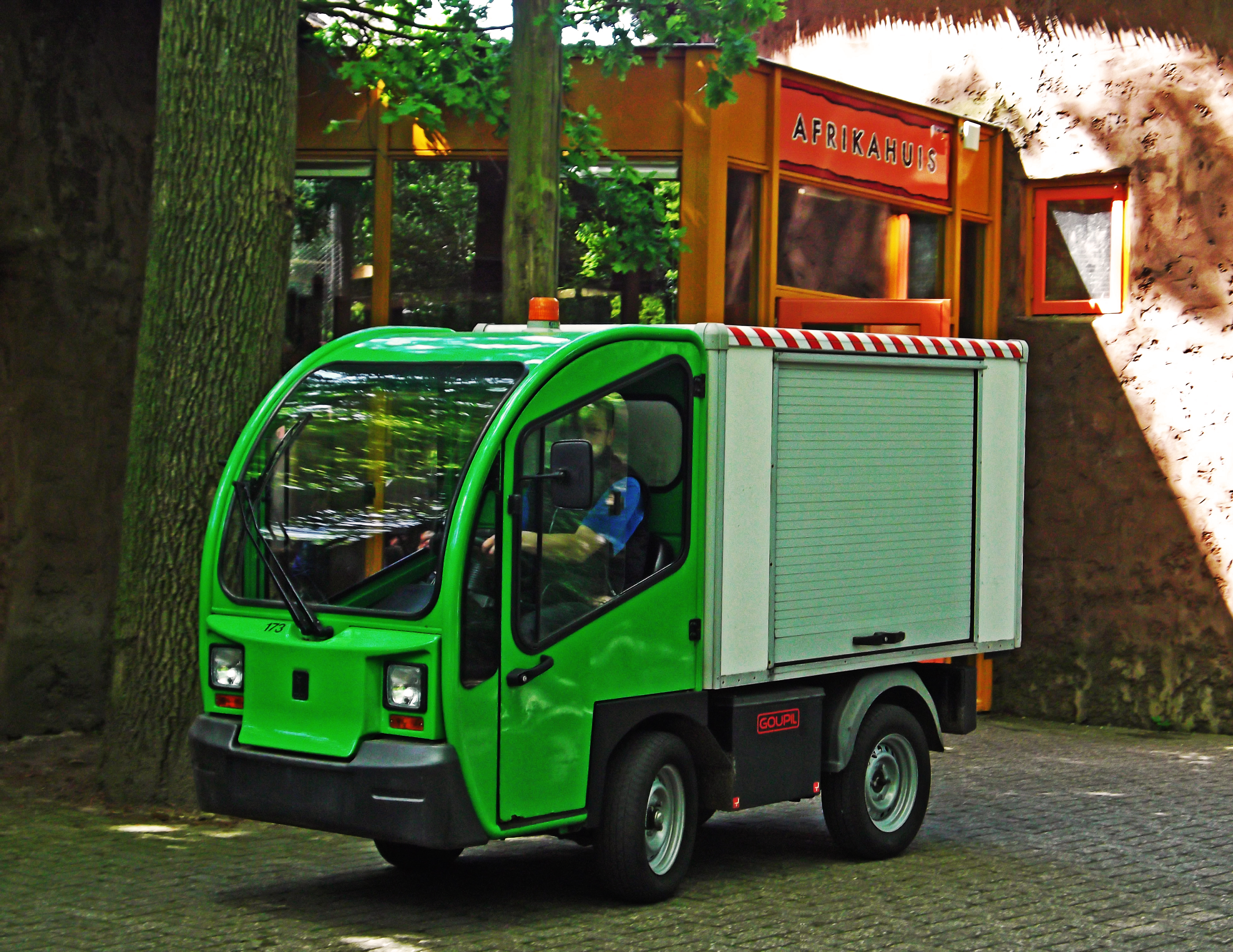
Goupil transporter in Ouwehands Dierenpark
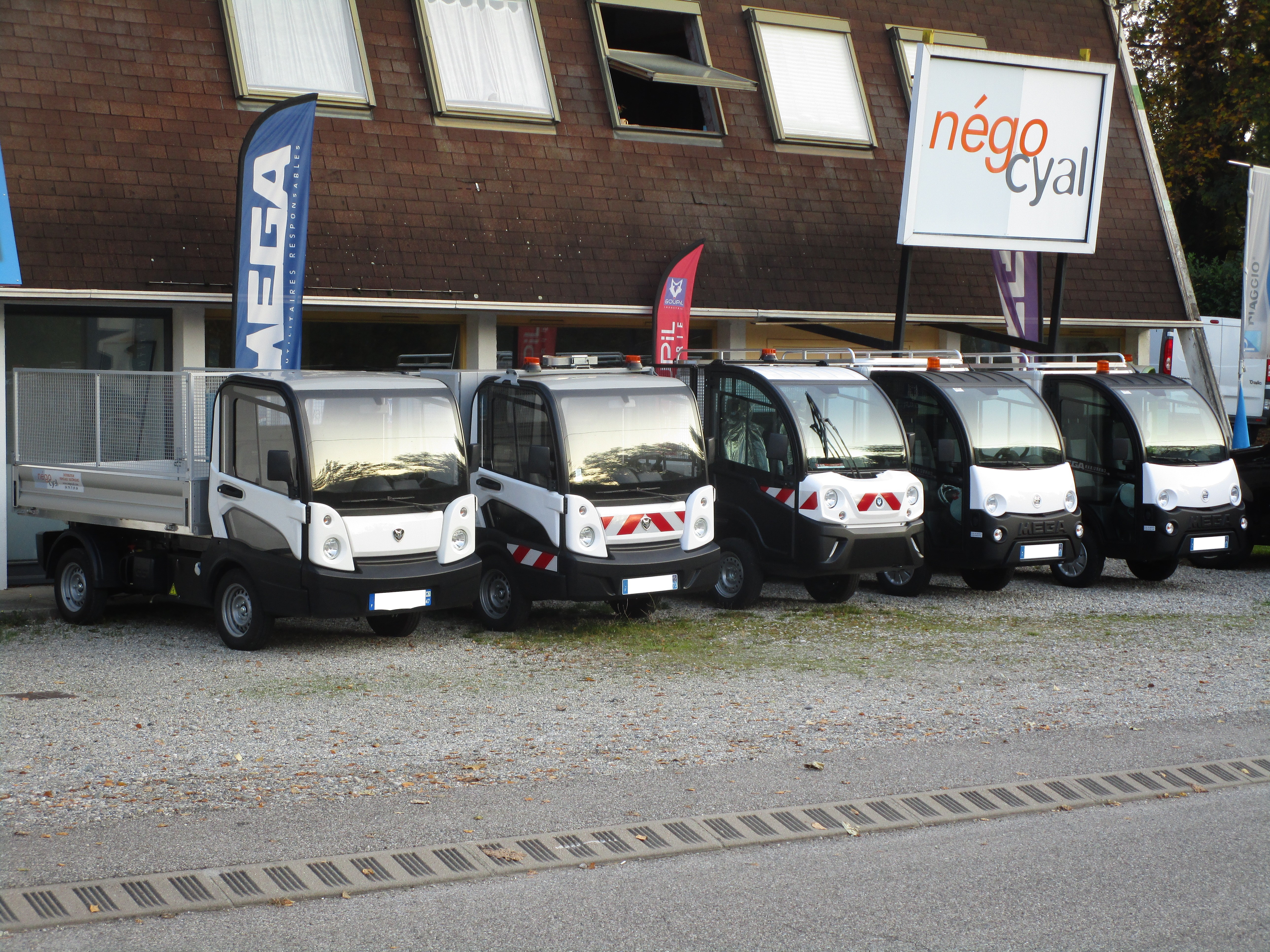
Goupil 5, Goupil 4 and Mega e-Worker in Challes-les-Eaux, 29 oktober 2016
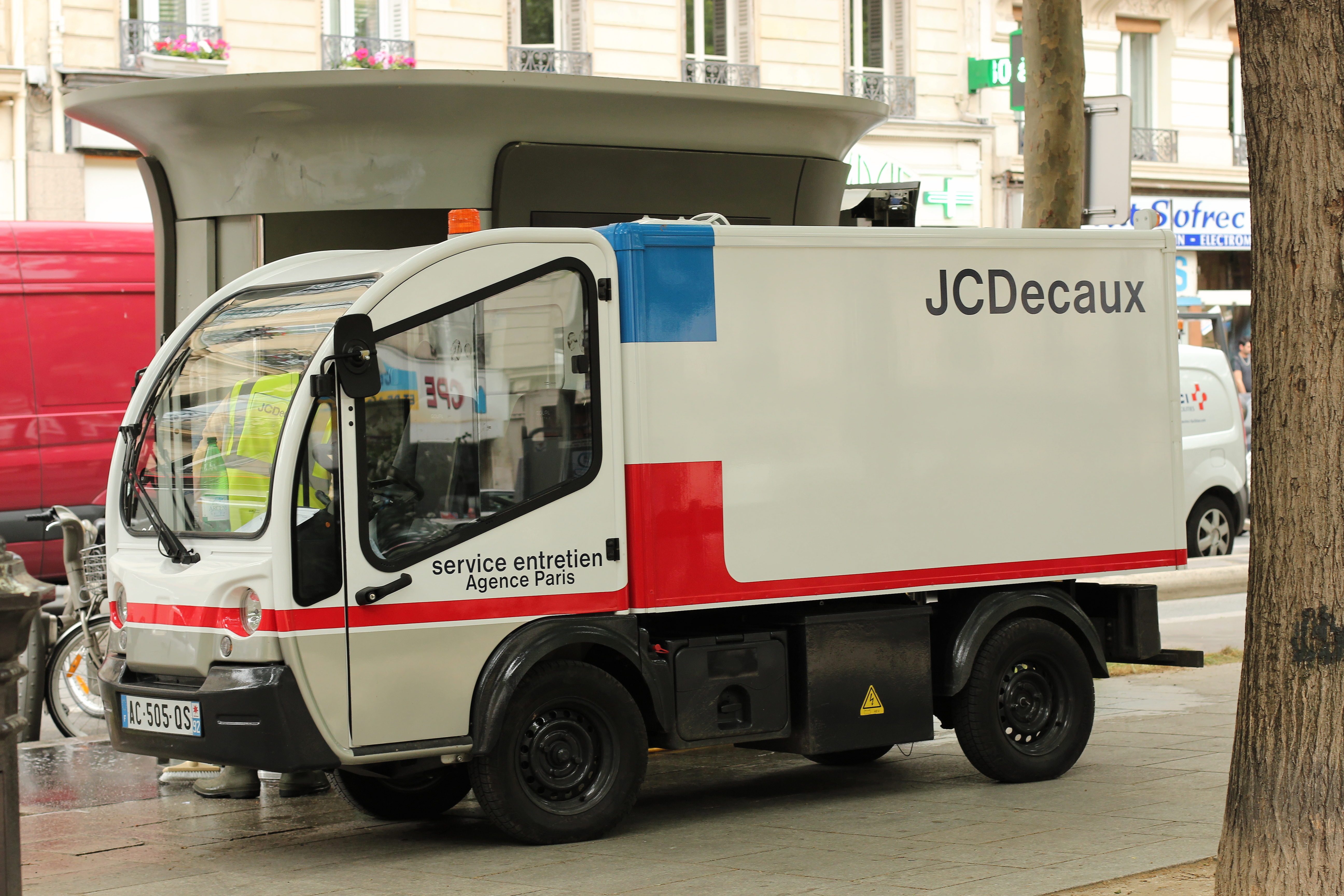
Onderhoud van een toiletgebouw, Parijs met een Goupil G3 elektrische wagen
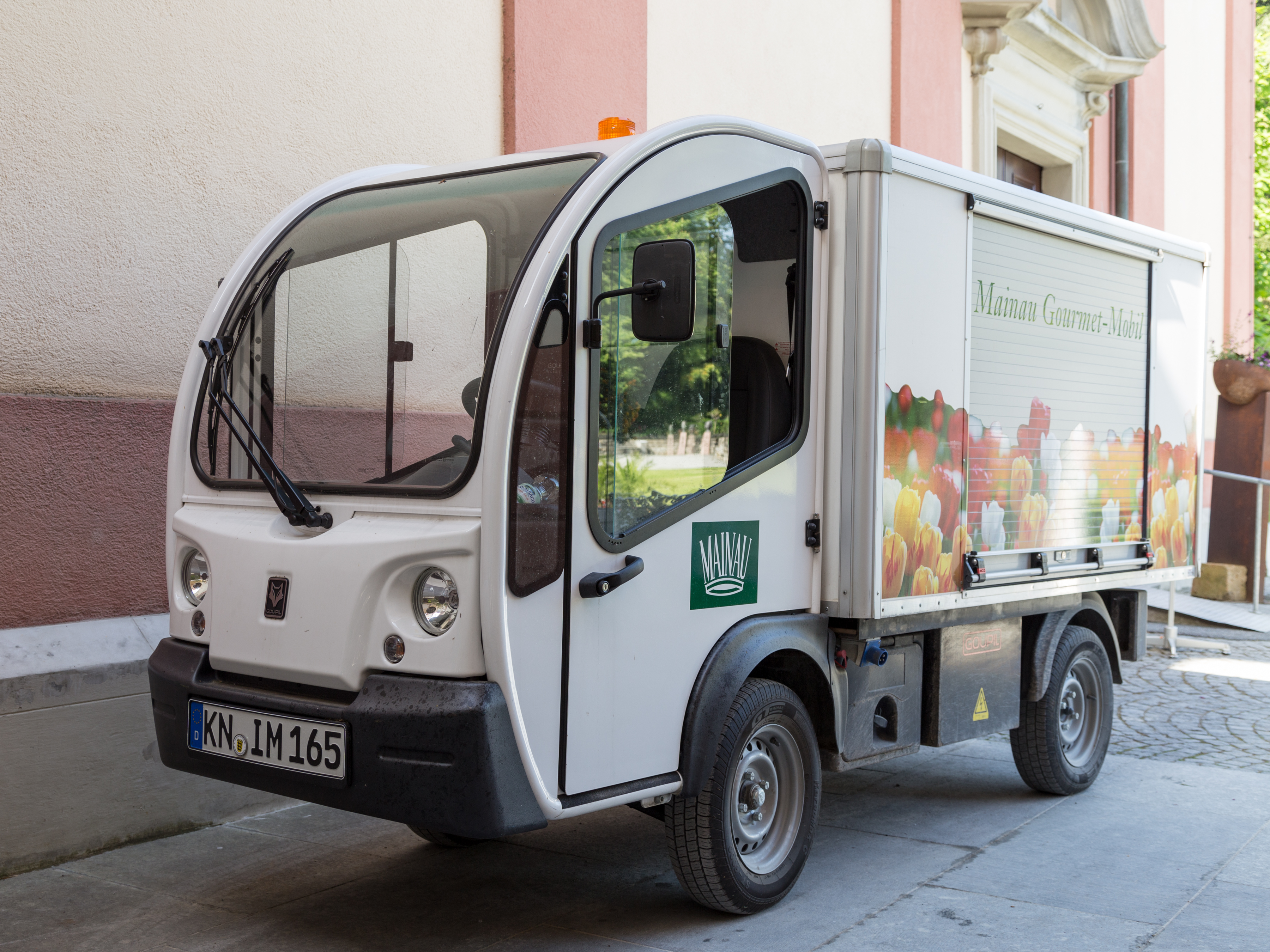
Goupil Elektro-transporter op het eiland Mainau